# Traffic island

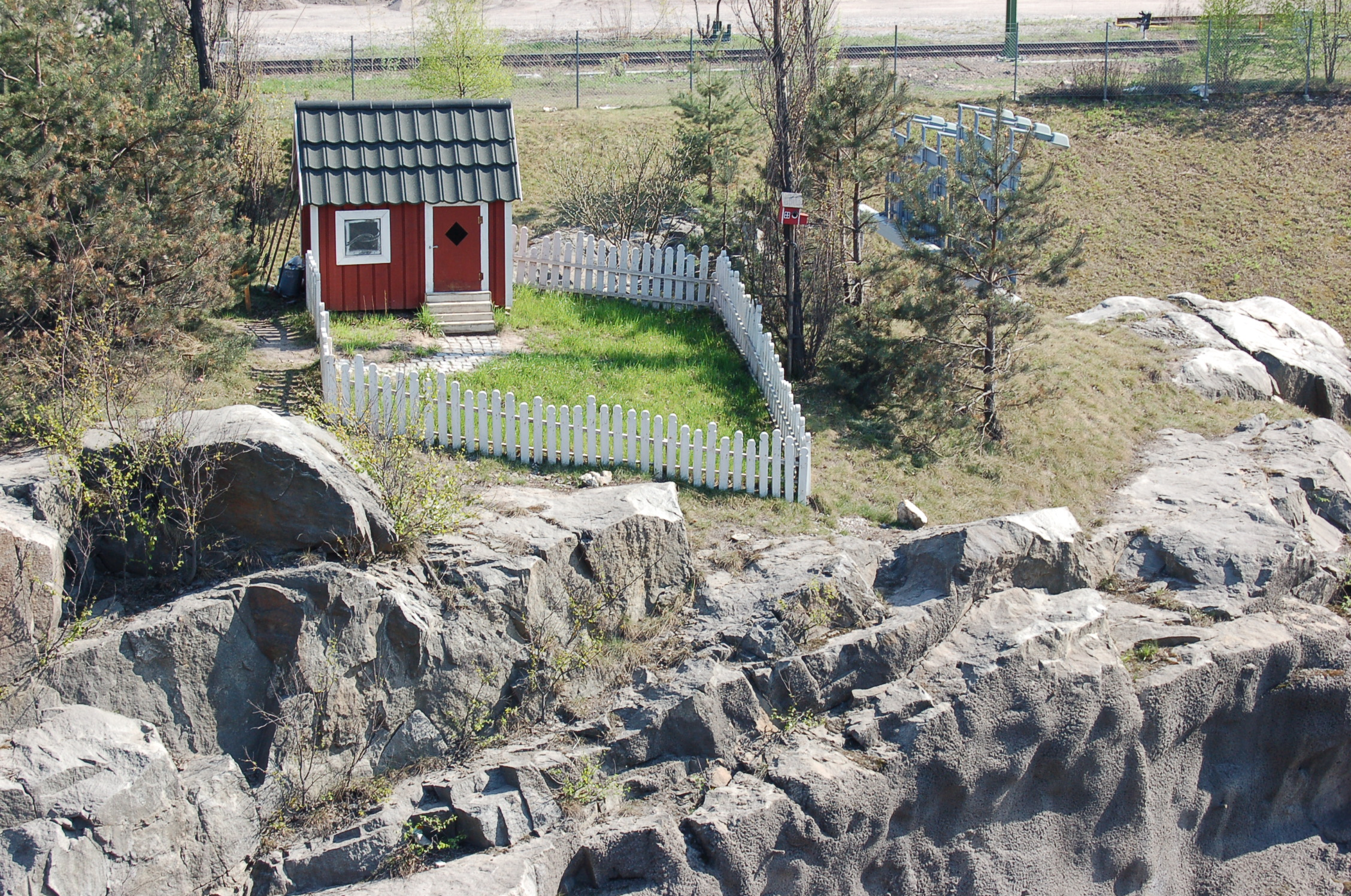
"Traffic island" vid Norra länken i Stockholm, maj 2006.

Traffic island var ett gatukonstprojekt av konstnärerna Bröderna Barsky som bestod av en röd stuga med vita knutar i lekstugestorlek med tillhörande stenläggning, staket, postlåda och klädstreck. Lagom till jul släpades det även upp julgran och belysning till stugan. Stugan låg på en smal stenklippa med vegetation mellan Norra Länkens körbanor, nära Norrtull i Stockholm. Installationen togs senare bort. Klippan på vilken gatukonsten funnits är nu bortsprängd för att ge plats åt Norra Länkens utbyggnad.

## Fotnoter
1. ↑  Aftonbladet - Plötsligt stod huset där Arkiverad 10 februari 2006 hämtat från the Wayback Machine.